# クアモオ・モオキニ

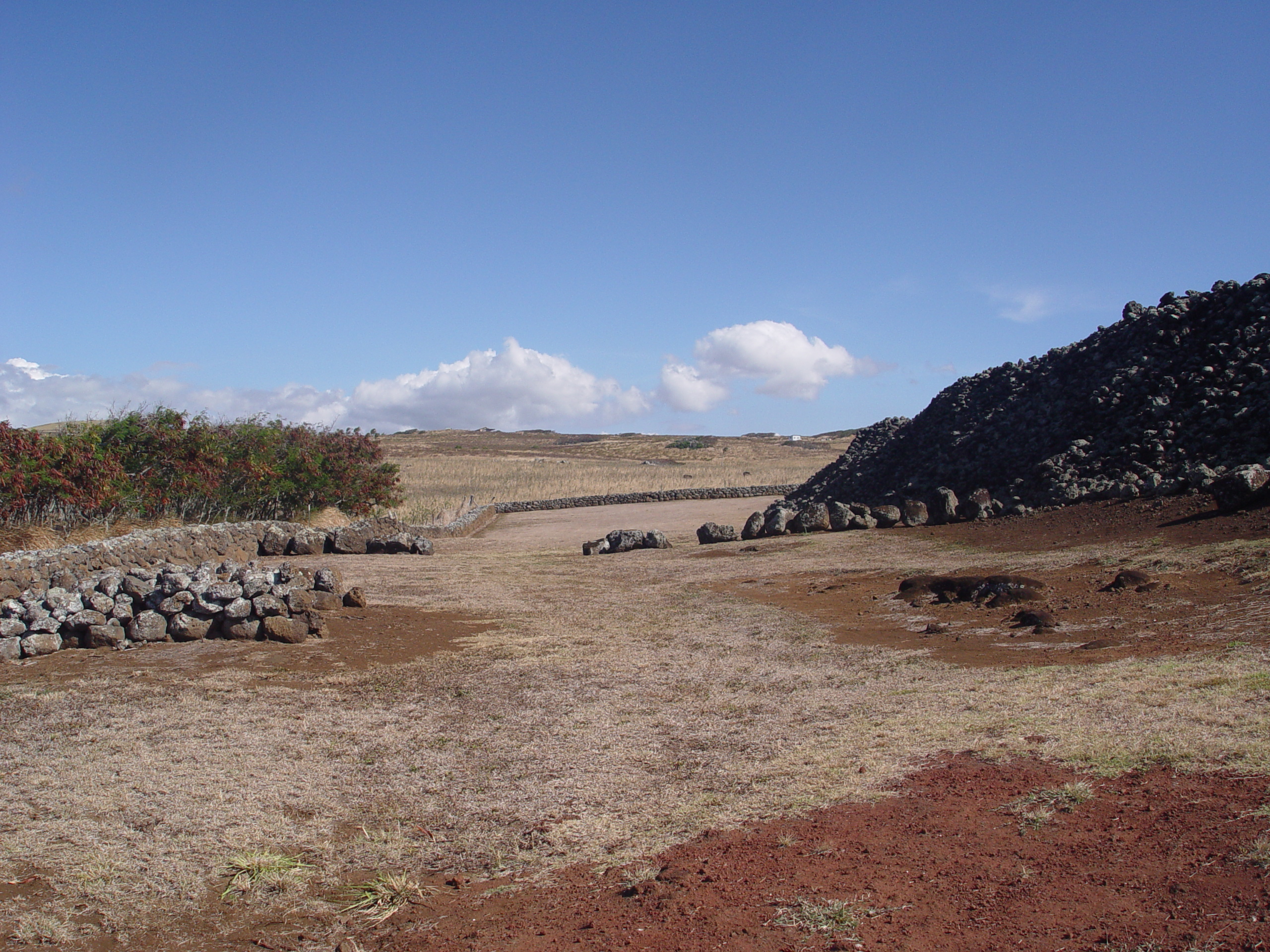
モオキニ・ヘイアウの石積みの壁

クアモオ・モオキニ（英語: Kuamo'o Mo'okini）はアメリカ合衆国ハワイ州ハワイ島で、ハワイで初めてのヘイアウ（聖なる場所）であるモオキニ・ヘイアウを作ったと言われる伝説上または実在の人である。

## 伝承
ハワイ島北西部のコハラ歴史サイト州立記念碑（Kohala Historical Sites State Monument）にあるモオキニ・ヘイアウのカフナが代々口承で伝える系譜によれば  、この聖所は480年にクアモオ・モオキニ（Kuamo'o Mo'okini）により、ハワイで初めてのヘイアウ（聖所）として建てられた。 ハワイ語で「クアモオ」は「脊椎」または「道」の意味で、「モオ」は「家系」、「キニ」は「沢山の」の意味で、「モオキニ」で「長く続く家系」の意味である。  彼は、ハワイへ南太平洋から移住してきたと一般にいわれるマルキーズ諸島人ではなく、中近東のペルシャ湾から来た人という。
その後もソシエテ諸島（タヒチ島など）の人たちが移住してきて、その中に神官パアオがハワイ人にハワイ独自の宗教を1100〜1300年ごろもたらした時に、モオキニ・ヘイアウを男性のシンボルで戦いの神「クー」を祭るように再建して、ルアキニの習慣ももたらし、さまざまな石積みの積み増しも行っている。

## モオキニの遺産
カメハメハ大王はモオキニ・ヘイアウの近くで生まれていて、その誕生地を記念する遺跡がある。この遺跡と、これも比較的近くにある「マフコナ・ヘイアウ」と「ククイパフ・ヘイアウ」と共に、1962年にアメリカ合衆国国定歴史建造物に指定され、1966年にアメリカ合衆国国家歴史登録財に登録されている。以前聖所はアリイのみが入場を許されたが、1978年にカフナの英断で、すべてのハワイ人に開放されるようになった。